# 劉文秀 (明朝)
刘文秀（？—1658年），陕西延安人，明末张献忠义子，南明蜀王。 

## 生平
早年追随张献忠。崇祯十七年（1644年），大西政权正式建立后，受封为抚南将军，与孙可望、李定国、艾能奇合称为“四将军”。顺治三年（1646年），張献忠在四川西充戰死，与孙可望等率余部数万人南走，入雲貴，连克遵义、贵阳。大西军余部在云南建立政权后，称抚南王。
“四将军”归附南明后，永历三年（1649年）七月，刘文秀受封济国公。永曆六年（1652年），刘文秀率大西军步骑六万出川南，由敘州、重庆进围成都，杀清都统白含贞、白广生等，迫使吴三桂败走川北保宁。劉文秀與吳三桂部戰於保寧，輕敵大敗，刘文秀的部将王復臣自杀身死，刘文秀退回貴州。同年七月，孙可望奏请永历帝封刘文秀为南康王。永历十年（1656年），刘文秀在昆明，李定国拥永历帝至昆明，刘文秀被封为蜀王。孫可望聞訊大怒。隔年，孫可望背叛南明，刘文秀與李定国大败孙可望於交水，孫可望率部屬六百餘人至寶慶降清。
永曆十二年（1658年），劉文秀在四川山區操練，收集孫可望部下兵將，多达三万余人。李定国要求永历帝召回劉文秀，此舉使得日後清军的三路进攻贵州进展得极为顺利，而李劉兩人由是出現心結，劉文秀内心非常苦闷，“将一切兵马事务悉交护卫陈建料理，亦不出府”，四月二十五日病卒于昆明。其子刘震后来也降清。